# Monts Saïan
Pour les articles homonymes, voir Saïan (homonymie).
Les monts Saïan, ou massif des Saïan (russe : Саяны, Saïany ; en mongol : Соёны нуруу (Soyonï nurû) ; en vieux-turc : 𐰚𐰇𐰏𐰢𐰤 (Kögmen)), sont une chaîne de montagnes s'étendant en Sibérie méridionale entre les sujets de Khakassie, de Krasnoïarsk, de Touva, d'Irkoutsk et de Bouriatie en Russie et l'aïmag de Khövsgöl en Mongolie. Elle consiste en deux parties, avec le Saïan oriental du Baïkal au Ienisseï sur plus de 1 000 km, et le Saïan occidental jusqu'au massif de l'Altaï sur près de 500 km. Le Mounkou Sardyk, dans le Saïan oriental, constitue le point culminant de la chaîne avec 3 491 mètres d'altitude, tandis que le Kyzyl Taïga à 3 121 mètres est le point culminant du Saïan oriental.

## Géographie

### Topographie

#### Saïan occidental
Le Saïan occidental est percé par le fleuve Ienisseï supérieur au 92e méridien est et au 106e méridien est, à son extrémité orientale. Il s'étend presque à angle droit par rapport au Saïan occidental sur 650 km dans une direction à peu près nord-est/sud-ouest à l'est de la chaîne Chapshal de l'Altaï oriental et des monts Abakan de l'Alataou de Kouznetsk. Depuis le plateau mongol, les pentes sont dans l'ensemble douces, mais depuis les plaines de Sibérie, elles sont beaucoup plus raides. Le massif comprend des chaînons à caractère alpin, tels ceux d'Aradan, Borous, Oï, Kouloumys, Mirski, Kourtouchibine, Ouïouk, Cheschpir-Taïga, Ergak-Targak-Taïga, Kedran et Nazarovski. Les sommets les plus importants sont le pic Kyzlasov (2 969 m), le pic Aradanski (2 456 m), le Bedelig Golets (2 492 m), le Samlir (2 402 m), le Borous (2 318 m) et le pic Zvezdny (2 265 m),. 
Entre le défilé de l'Ienisseï et le lac Khövsgöl, le système porte aussi le nom de Ierghik-Taïga.

#### Saïan oriental

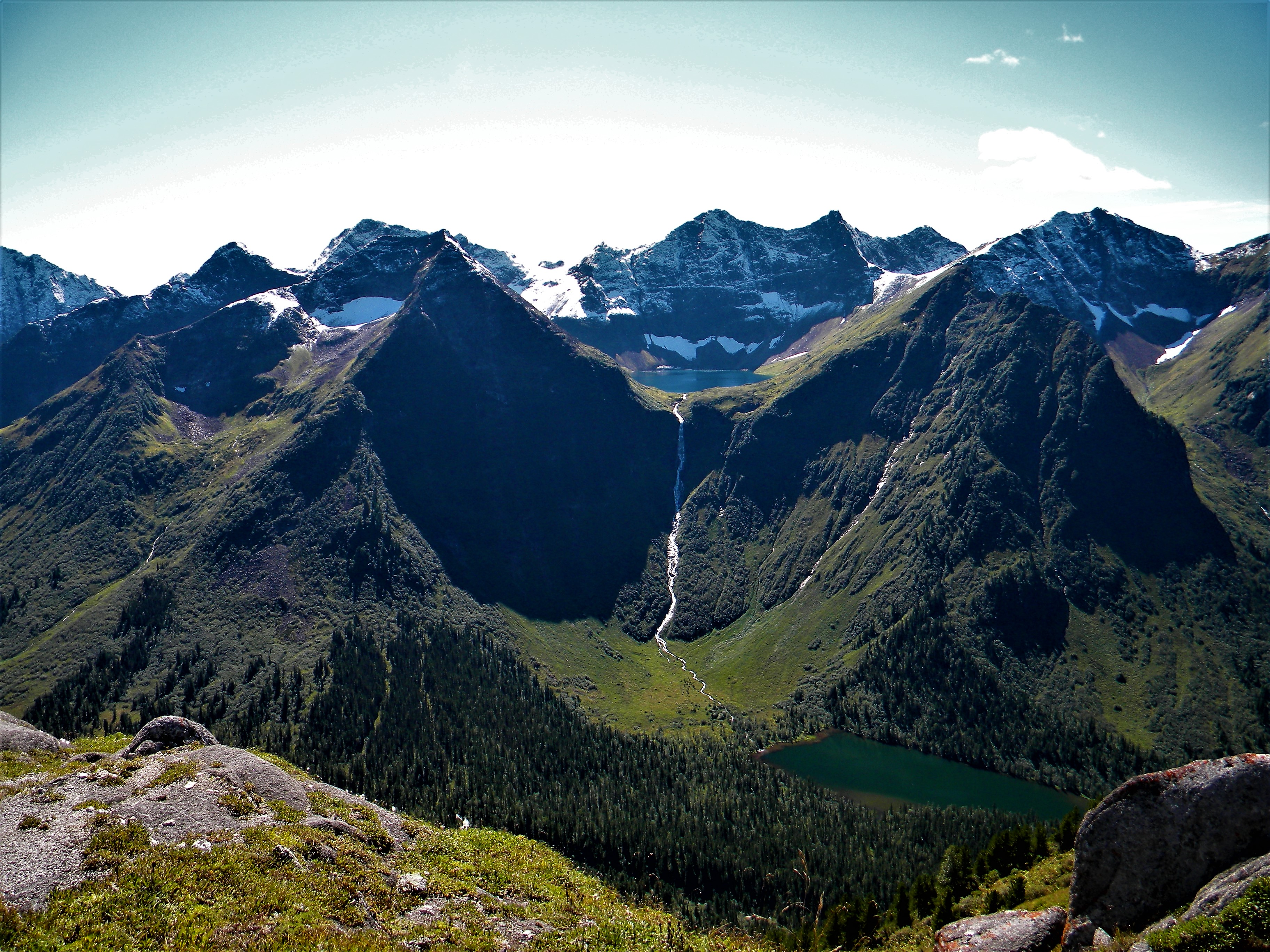
Cascade de Kinzeliouk dans le Saïan oriental.

Le Saïan oriental s'étend presque à angle droit par rapport au Saïan occidental sur 1 000 km dans une direction nord-ouest/sud-est, de l'Ienisseï à la chaîne d'Angara. Il se termine au-dessus de la dépression de la vallée de la Selenga et de l'Orkhon. Certains chaînons du nord-ouest forment un système de « montagnes blanches » (Белогорье) ou « Belki », comme Manskoïe Belogorié, Kanskoïe Belogorié, Koutourchinskoïe Belogorié, ainsi qu'Agoul Belki (Агульские Белки), avec de la neige permanente sur les sommets.
Au sud-est s'élèvent les chaînons les plus hauts et les plus éloignés, notamment ceux de Bolchoï Saïan et Kropotkine, ainsi que les montagnes de type « Goltsy » (Alpes), telles que les Alpes de la Tounka, de Kitoï, de Botogolski, entre autres. Le point culminant du Saïan oriental, ainsi que le point culminant de l'ensemble du système Saïan, le mont Mounkou Sardyk, culminant à 3 491 m, est situé dans le chaînon du même nom dans cette zone. Le pic Tofalaria, à 2 939 m d'altitude, est le point culminant de l'oblast d'Irkoutsk, en Tofalarie. Les montagnes du Saïan oriental présentent des formes de relief alpin caractéristiques. En général, les rivières qui descendent des montagnes forment des gorges et la région regorge de cascades,.

### Climat
La Sibérie possède un climat continental, et ses montagnes ont une longue durée d'ensoleillement couplée à une faible nébulosité. Ainsi, les contrastes entre les versants sont très importants, surtout dans les Saïan, qui s'allongent d'ouest en est, avec un adret et un ubac très marqués. Les adrets sont plus secs, avec ses sols moins acides, tandis que les ubacs des Saïan sont plus froids, avec la neige qui est conservée plus longtemps, des sols plus acides, où la matière organique se décompose plus lentement.
Le changement climatique a provoqué entre les années 1980 et les années 2010 une hausse des températures de 1 °C. En conséquence, le cèdre de Sibérie est monté de 150 mètres.

### Écosystème

#### Étagement altitudinal

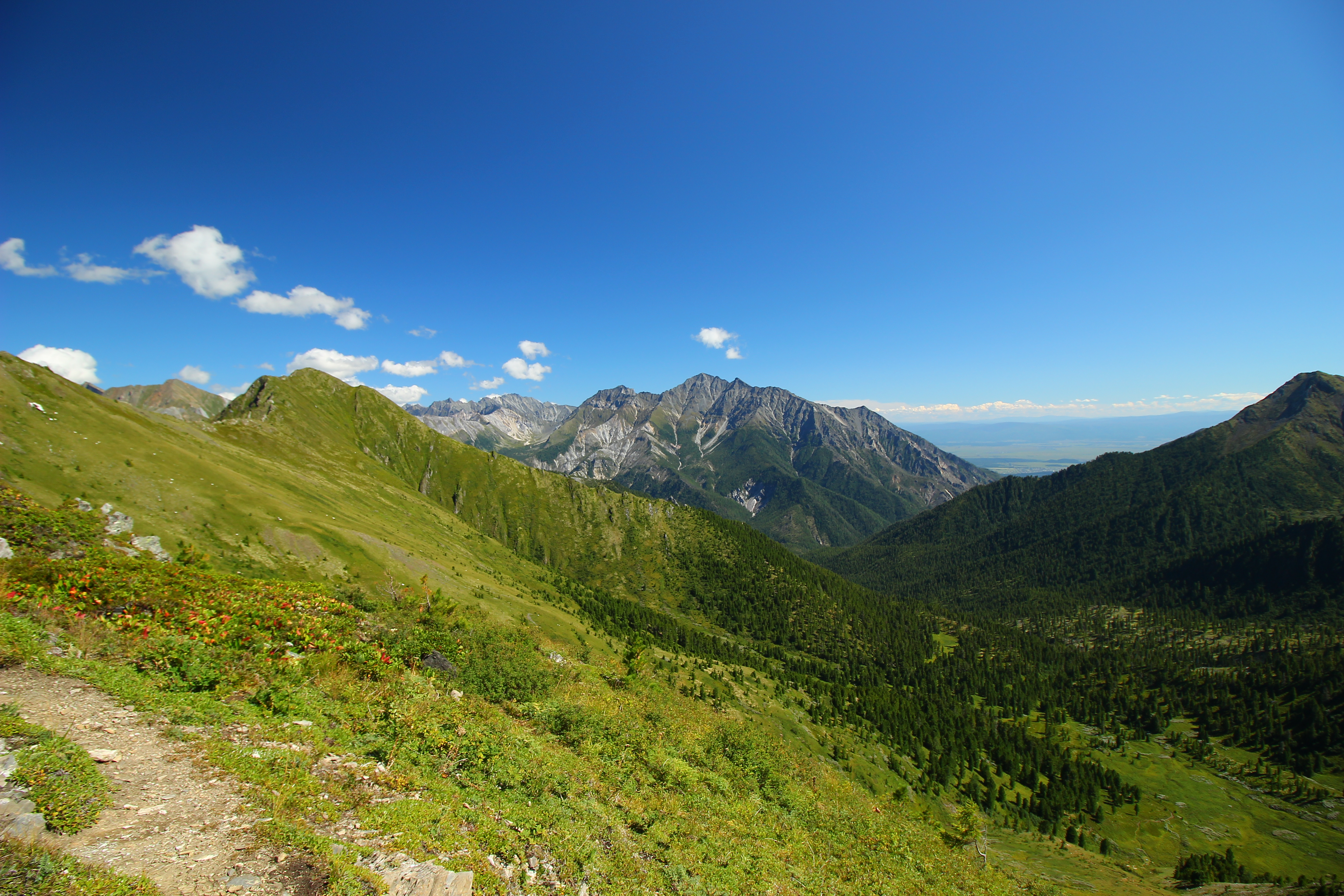
Saïan oriental à Archan dans le comté de la Tounka.

Dans les monts Saïan, communément, les limites des étages de végétation sont de plus en plus en hautes à mesure que l'on se dirige vers l'est de la chaîne. Alors que la subtaïga ne dépasse pas les 700 m dans le Saïan occidental, elle atteint 1 000 m à l’est. La taïga subalpine ne monte pas au-dessus de 1 700 m à l’ouest, alors qu'elle atteint 2 100 m dans l'est, spécialement sur les versants dominants la dépression de Tounka.
Dans les monts de la Tounka, au nord-est d'Archan, le passage entre la taïga subalpine et l'étage de la pelouse alpine est le plus haut, à 2 300 mètres d'altitude.

#### Taïga
La taïga dans le Saïan, mot d'origine touvaine pour désigner la forêt boréale, apparaît au-dessus de la steppe dès 400 mètres d'altitude en moyenne. L'étage forestier se divise entre un étage submontagnard, entre 400 et 800 m environ, et un étage montagnard de 800 à 1 500 m. Jusqu'à 1 800 mètres se situe la taïga subalpine et, au-delà, se trouvent les pelouses alpines, puis les espaces dénudés de haute montagne. Tous les conifères sont présents dans le Saïan occidental, tandis que le mélèze est très prédominant à l'est, voire exclusif.
L'étage submontagnard est couvert d'une subtaïga de montagne, qui est une forêt de conifères avec un sous-bois assez fourni de feuillus et prairies humides et luxuriantes à la différences des steppes. Les bouleaux et les trembles sont communs, avec un sous-bois d'aulnes et de sorbiers communs. Les clairières sont composées de graminées, avec des grandes herbes comme la calamagrostide, mais aussi des renonculacées avec des aconites, des Trollius asiaticus et des trolles d'Europe.
L'étage montagnard est riche en mélèzes, pins et cèdres, mais aussi en sapins de Sibérie et en épicéas. Jusqu'à 1 000 m d'altitude, les bouleaux, trembles et peupliers de Mongolie (Populus suaveolens) sont présents. Le sous-bois est riche en sorbiers, aulnes et chèvrefeuilles jsuqu'à 1 000 mètres, et seul le chèvrefeuille dépasse cette limite. Dans la strate inférieure se trouvent de nombreuses airelles et myrtilles. La taïga subalpine est dominée par le mélèze, qui finit par être le seul grand arbre au-dessus de petits ligneux tels le rhododendron de Dahourie.
Le sapin de Sibérie couvre dans le Saïan oriental les versants les plus humides et les moins ensoleillés, où il forme la « forêt noire » (tchernevaïa taïga). Au contraire, les versants les plus ensoleillés sont plus couverts en mélèzes et cèdres, et le sous-bois comprend Grossularia acicularis, qui donne des baies atteignant 15 mm de diamètre. L'argousier faux neprun (Hippophae rhamnoides) occupe aussi largement les vallées espcarpées de l'Altaï.

## Honneur
L'astéroïde (4189) Sayany est nommé en son honneur.